# Pozdišovce
Pozdišovce este o comună slovacă, aflată în districtul Michalovce din  Košice, pe malul râului Duša⁠(d). Localitatea se află la altitudinea de 120 m deasupra n.m., se întinde pe o suprafață de 18,049 km2 și în 2017 număra 1.312 locuitori.

## Istoric
Localitatea Pozdišovce este atestată documentar din 1315.

## Demografie
| An:                | 1994 | 2004   | 2014   | 2024   |
| ------------------ | ---- | ------ | ------ | ------ |
| Număr de persoane: | 1183 | 1227   | 1289   | 1307   |
| Diferență:         |      | +3,71% | +5,05% | +1,39% |

| An:                | 2023 | 2024   |
| ------------------ | ---- | ------ |
| Număr de persoane: | 1312 | 1307   |
| Diferență:         |      | −0,38% |